# Nike+iPod

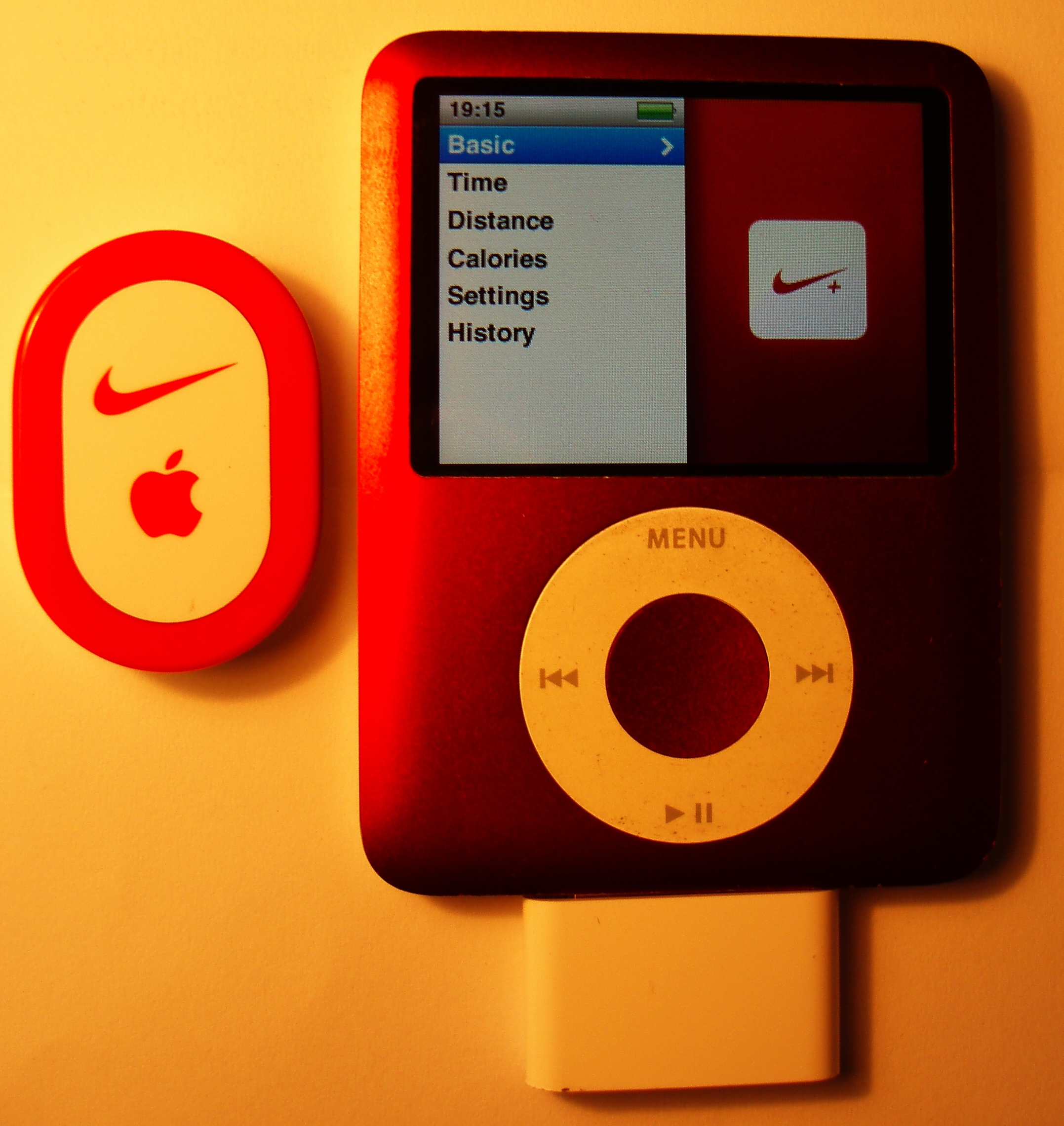
Nike+iPod и iPod nano

Nike+iPod — продаваемое компанией Nike устройство, измеряющее и записывающее пройденное расстояние, темп ходьбы и другое. Nike+iPod состоит из небольшого акселерометра установленного или уже встроенного в обувь, который соединяется с приёмником Nike+Sportband, подключённым к iPod nano, IPod touch (2-5 поколения), iPod nano (7 поколение), iPhone 3GS, iPhone 4, iPhone 4s, iPhone 5, iPhone 5C, iPhone 5S. Кроме iPhone 6 и iPhone 6 Plus.

## Обзор
Nike+iPod был представлен 20 мая 2006 года. Он способен сохранять такую информацию, как время тренировки, пройденную дистанцию, темп, потраченные калории, и может отобразить их на экране или передать её в наушники, подключённые к iPod или iPhone. Датчик и комплект Sportband был представлен в апреле 2008 г. Sportband позволяет пользоваться информацией без запуска iPod Nano. Sportband состоит из двух частей: резиновый ремень, позволяющий носить его на запястье, приёмник. Приёмник отображает информацию на встроенном дисплее. После запуска приёмник можно подключить к порту USB и программное обеспечение будет загружено автоматически с сайта Nike+.
iPhone 4S, так же как и iPod поддерживает датчики Nike+.

## Конструкция
Комплект состоит из двух частей: пьезоэлектрический акселерометр с передатчиком, который установлен внутри обуви, и приёмника, подключаемого к iPod. Они взаимодействуют, используя протокол беспроводной связи ANT. Nike рекомендует кроссовки со специальным углублением во внутренней стороне подошвы, в которое следует поместить устройство. Nike выпустила датчик для отдельных продаж, что означает, что потребителям больше не придётся приобретать весь набор. Так как датчик имеет незаряжаемые батареи, после разряда необходимо приобрести новые.

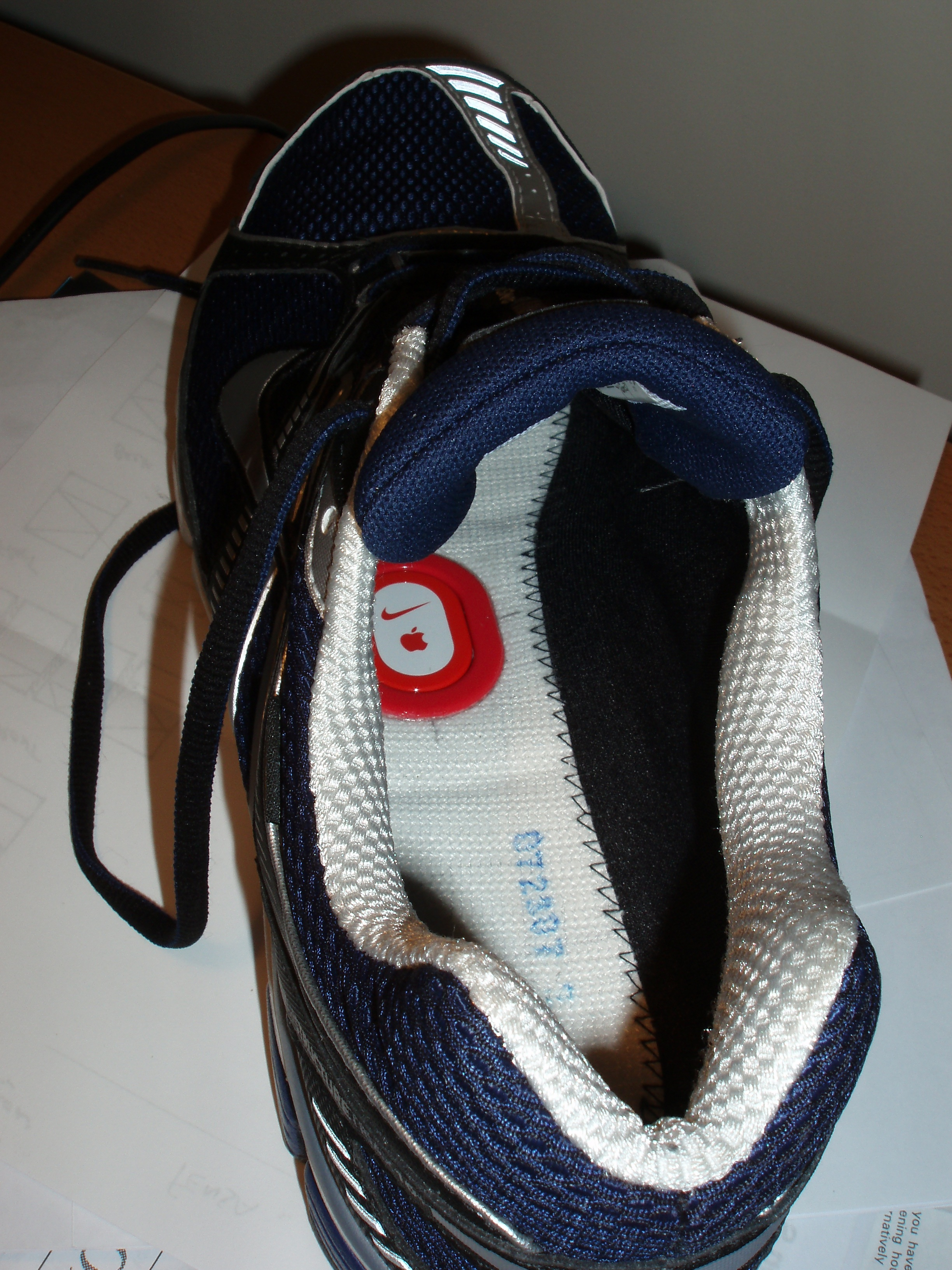
Передатчик Nike+ iPod в специальной кроссовке Nike